# Lynda Bellingham
Pour les articles homonymes, voir Bellingham.
Lynda Bellingham, née Meredith Lee Hughes le 31 mai 1948 à Montréal et morte le 19 octobre 2014  à Londres, est une actrice britannique d'origine canadienne.

## Biographie
Lynda Bellingham a tenu le rôle de Chris dans la pièce Calendar Girls (2008), adaptée par Tim Firth du film du même nom réalisé par Nigel Cole et sorti en 2003.
Dans la série Les Romanov : Une famille couronnée, elle interprète l'impératrice de Russie Alix de Hesse-Darmstadt.